# Долени
Долени (болг. Долени) — село в Благоевградской области Болгарии. Входит в состав общины Сандански. Находится примерно в 12 км к востоку от центра города Сандански и примерно в 57 км к юго-востоку от центра города Благоевград. По данным переписи населения 2011 года, в селе  проживало 3 человека, преобладающая национальность — болгары.

## Население
| Год     | 1934 | 1946 | 1956 | 1965 | 1975 | 1985 | 1992 | 2001 | 2011 |
| ------- | ---- | ---- | ---- | ---- | ---- | ---- | ---- | ---- | ---- |
| Жителей | 151  | 184  | 192  | 134  | 53   | 14   | 18   | 16   | 3    |

|  |